# Right Where You Want Me
Right Where You Want Me je v pořadí druhé studiové album amerického zpěváka Jesse McCartneye. V Americe bylo v prodeji od 19. září 2006 (vydalo Hollywood Records), v České republice od 2. října 2006 (vydalo EMI Czech Republic).

## Skladby
- Normální edice

1. Right Where You Want Me – 3:06
2. Just So You Know – 3:54
3. Blow Your Mind – 3:11
4. Right Back In The Water – 3:26
5. Anybody – 3:21
6. Tell Her – 4:00
7. Just Go – 3:38
8. Can't let You Go – 2:46
9. We Can Go Anywhere – 3:35
10. Feelin' You – 3:25
11. Invincible – 3:43
12. Daddy's Little Girl – 5:15

Bonusové skladby
1. Running Away – 7:13
2. Feels Like Sunday – 3:48
3. Exitlude (pro fanoušky) – 2:03

- Limitovaná speciální edice (Taiwan)

1. Right Where You Want Me
2. Just So You Know
3. Blow Your Mind
4. Right Back in the Water
5. Anybody
6. Tell Her
7. Just Go
8. Can't Let You Go
9. We Can Go Anywhere
10. Feelin' You
11. Invincible
12. Daddy's Little Girl

Bonus AVCD
1. Because You Live (hudební video)
2. Beautiful Soul (karaoke video)
3. She's No You (karaoke video)
4. Because You Live (karaoke video)
5. Beautiful Soul
6. Without U
7. Crushin
8. One Way or Another
9. When You Wish Upon a Star
10. The Second Star to the Right
11. Winter Wonderland
12. Best Day of My Life (karaoke audio track)
13. Get Your Shine On (karaoke audio track)
14. Good Life (karaoke audio track)
15. What's Your Name (karaoke audio track)
16. That Was Then (karaoke audio track)